# 全国高等学校野球選手権西東京大会
全国高等学校野球選手権西東京大会（ぜんこくこうとうがっこうやきゅうせんしゅけんにしとうきょうたいかい）は、東京都で開催されている全国高等学校野球選手権大会の地方大会である。

## 概要
東京大会では毎年東西に分かれて開催されており、西東京大会は多摩地域と世田谷区、練馬区、杉並区に所在する東京都の学校が参加する。東西分割される以前の東京大会については全国高等学校野球選手権東京大会を参照。
- 組み合わせ抽選の際は原則として、春季東京都大会（東西関係なく対戦）のベスト16以上進出校がシード校（勝ち上がりによってシード順を決める）となり、残りの参加校は抽選により振り分けられる。このため、毎年シード校の数は変わる。
- 開会式は、東西合同で明治神宮野球場で行われる。開会式の演奏は東京消防庁音楽隊。
- 準決勝と決勝で球速を表示している。
- 優勝校には賞状、盾、優勝旗、準優勝校には準優勝盾、杯が贈られる。翌年の大会の返還時は盾が贈られる。
- 東京都高野連では2012年まで都立校は校名の頭に「都」をつけて表記し[1]、大会を主催する朝日新聞の地方版での表記もこれに倣っていたが、2013年より「他の地域では『県』などが頭につかない」という理由から一部の学校を除き「都」を外した。これ以前より都立校が出場した際の甲子園大会のスコアボードやテレビ中継、朝日新聞全国版に掲載される地方大会の試合結果では「都」なしの表記であった。なお組み合わせ抽選の際に用いられる校名ボードは引き続き「都」つき表記のものを使用している。
- 2014年まで勝利校の校歌斉唱は行われていなかったが、2015年より準決勝と決勝のみ2016年は準々決勝以降で勝利校の校歌斉唱が行われるようになった（東東京大会も同様）。
- 入場料は大人800円（2015年から）、学生500円、中学生200円（2012年から）東東京大会も同一。太鼓による応援は禁止されており、明大では鳴り物応援も禁止、2011年からの一時期は立川でも鳴り物応援が禁止されていた。2023年までスコアボードに選手名が表示されるのはベスト16（5回戦・2012年は4回戦）以降、（2011年までは準々決勝以降・それ以前の試合は表示スペースのある球場でも守備位置の数字のみ[注釈 2]）。決勝以外でも1球場1試合の日程が組まれている事が多い。

## 沿革
- 1923年 - 東京大会に独立。
- 1946年 - 東京都中等学校野球連盟を結成。
- 1974年 - 東西大会に分割される。当時の参加校数は東西合わせて174校。西東京はそのうち82校だった。
- 1996年 - 世田谷区所在の加盟校（国士舘、駒大高など）が、東西参加校数の是正に伴い東東京大会へ移動した。
- 2013年 - 多摩地区に隣接する世田谷区の加盟校を西東京地区に、隣接していない中野区の加盟校を東東京地区に再編。東東京が140校、西東京が133校となる[2]。
- 2021年 - 主会場の神宮球場が当年に延期される2020年東京オリンピック・パラリンピック期間中に資材置場など設置により使用不可のため、準決勝・決勝が東京ドームで開催された。

## 使用球場

### 東東京・西東京で使用する球場
- 明治神宮野球場

神宮球場（2021年に使用された東京ドームも含む）の所在地は東東京地域にあるため、記念大会で分割される府県が増える場合を除き、西東京大会は決勝戦が地域外の球場で行われる唯一の地方大会である。しかし2023年に北北海道大会において、決勝戦で地域外の南北海道地域にあるエスコンフィールドHOKKAIDOで開催されることになったため、開催となれば唯一の例でなくなる。
（東東京大会と西東京大会は準々決勝・準決勝・決勝は神宮球場で行うため、日程が交互に組まれる場合もある）
- ジャイアンツタウン（2025年より）

### 西東京で使用する球場
- 府中市民球場
- 多摩市一本杉公園野球場
- 八王子市民球場（スリーボンドスタジアム八王子）
- 昭島市民球場（S&D 昭島スタジアム）※
- 市営立川球場
- 八王子市上柚木公園野球場（スリーボンドベースボールパーク上柚木）（2005年 - ）
- 町田市小野路球場（2012年 - ）

### 過去に使用されていた球場
- 福生市営福生野球場
- あきる野市民球場（2004年 - 2011年に使用）
- 明治神宮第二球場（2004年 - 2012年、準々決勝の一部の試合に使用）
- 東京ドーム（2021年のみ準決勝・決勝に使用）

※駒沢球場の改修に伴い、2007年に関しては東東京の試合に使用される。また、2008・2009年に関しては改修されるため使用されなかった。
府中・昭島・立川は東東京の試合でも使用される場合がある、2019年は八王子・上柚木も使用された。また2009年のみ西東京でも明治大学球場が使用された。

## 歴代代表校
| 年度（大会）          | 校数 | 代表校（出場回数）            | 決勝スコア | 準優勝校       | 備考                                       |
| --------------------- | ---- | ----------------------------- | ---------- | -------------- | ------------------------------------------ |
| 1974年（第56回大会）  | 82   | 佼成学園（初出場）            | 6 - 0      | 堀越           |                                            |
| 1975年（第57回大会）  | 82   | 堀越（8年ぶり2回目）          | 5 - 1      | 国学院久我山   |                                            |
| 1976年（第58回大会）  | 88   | 桜美林（初出場）              | 4x - 3     | 日大二         |                                            |
| 1977年（第59回大会）  | 89   | 桜美林（2年連続2回目）        | 7 - 0      | 明大中野       |                                            |
| 1978年（第60回大会）  | 98   | 日大二（13年ぶり3回目）       | 15 - 10    | 東大和         |                                            |
| 1979年（第61回大会）  | 101  | 日大三（17年ぶり6回目）       | 4 - 2      | 国学院久我山   |                                            |
| 1980年（第62回大会）  | 106  | 国立（初出場）                | 2 - 0      | 駒大高         | 旧東京大会・東東京大会も含めて都立勢初代表 |
| 1981年（第63回大会）  | 109  | 国学院久我山（初出場）        | 11 - 5     | 日本学園       |                                            |
| 1982年（第64回大会）  | 116  | 日大二（4年ぶり4回目）        | 2 - 0      | 日大三         |                                            |
| 1983年（第65回大会）  | 120  | 創価（初出場）                | 12 - 0     | 帝京大高       |                                            |
| 1984年（第66回大会）  | 121  | 法政一（23年ぶり2回目）       | 3 - 1      | 日大三         |                                            |
| 1985年（第67回大会）  | 126  | 日大三（6年ぶり7回目）        | 5 - 2      | 東大和         |                                            |
| 1986年（第68回大会）  | 129  | 東亜学園（初出場）            | 7 - 5      | 日大三         |                                            |
| 1987年（第69回大会）  | 130  | 東亜学園（2年連続2回目）      | 6 - 1      | 東海大菅生     |                                            |
| 1988年（第70回大会）  | 135  | 堀越（13年ぶり3回目）         | 7 - 6      | 日大三         |                                            |
| 1989年（第71回大会）  | 138  | 東亜学園（2年ぶり3回目）      | 8 - 3      | 堀越           |                                            |
| 1990年（第72回大会）  | 139  | 日大鶴ヶ丘（初出場）          | 14 - 6     | 世田谷学園     |                                            |
| 1991年（第73回大会）  | 141  | 国学院久我山（10年ぶり2回目） | 7 - 4      | 世田谷学園     |                                            |
| 1992年（第74回大会）  | 143  | 創価（9年ぶり2回目）          | 7 - 3      | 堀越           |                                            |
| 1993年（第75回大会）  | 144  | 堀越（5年ぶり4回目）          | 5 - 2      | 国士舘         |                                            |
| 1994年（第76回大会）  | 146  | 創価（2年ぶり3回目）          | 17 - 3     | 国士舘         |                                            |
| 1995年（第77回大会）  | 145  | 創価（2年連続4回目）          | 9 - 6      | 国学院久我山   |                                            |
| 1996年（第78回大会）  | 124  | 東海大菅生（初出場）          | 7 - 5      | 東亜学園       |                                            |
| 1997年（第79回大会）  | 123  | 堀越（4年ぶり5回目）          | 12 - 11    | 創価           | 延長11回                                   |
| 1998年（第80回大会）  | 125  | 桜美林（21年ぶり3回目）       | 4 - 3      | 八王子         |                                            |
| 1999年（第81回大会）  | 125  | 日大三（14年ぶり8回目）       | 8 - 6      | 国学院久我山   | 延長12回                                   |
| 2000年（第82回大会）  | 128  | 東海大菅生（4年ぶり2回目）    | 5 - 3      | 明大中野八王子 |                                            |
| 2001年（第83回大会）  | 127  | 日大三（2年ぶり9回目）        | 9 - 6      | 東亜学園       |                                            |
| 2002年（第84回大会）  | 124  | 桜美林（4年ぶり4回目）        | 4 - 0      | 日大鶴ヶ丘     |                                            |
| 2003年（第85回大会）  | 119  | 日大三（2年ぶり10回目）       | 4 - 3      | 東海大菅生     |                                            |
| 2004年（第86回大会）  | 120  | 日大三（2年連続11回目）       | 11 - 3     | 穎明館         |                                            |
| 2005年（第87回大会）  | 121  | 日大三（3年連続12回目）       | 13 - 2     | 明大中野八王子 |                                            |
| 2006年（第88回大会）  | 118  | 早稲田実（10年ぶり27回目）    | 5x - 4     | 日大三         | 延長11回                                   |
| 2007年（第89回大会）  | 117  | 創価（12年ぶり5回目）         | 6 - 3      | 八王子         |                                            |
| 2008年（第90回大会）  | 119  | 日大鶴ヶ丘（18年ぶり2回目）   | 13 - 5     | 早稲田実       |                                            |
| 2009年（第91回大会）  | 119  | 日大三（4年ぶり13回目）       | 19 - 2     | 日大二         |                                            |
| 2010年（第92回大会）  | 119  | 早稲田実（4年ぶり28回目）     | 3 - 0      | 日大鶴ヶ丘     |                                            |
| 2011年（第93回大会）  | 119  | 日大三（2年ぶり14回目）       | 2 - 1      | 早稲田実       |                                            |
| 2012年（第94回大会）  | 119  | 日大三（2年連続15回目）       | 2 - 1      | 佼成学園       |                                            |
| 2013年（第95回大会）  | 131  | 日大三（3年連続16回目）       | 5 - 0      | 日野           |                                            |
| 2014年（第96回大会）  | 128  | 日大鶴ヶ丘（6年ぶり3回目）    | 2x - 1     | 東海大菅生     |                                            |
| 2015年（第97回大会）  | 130  | 早稲田実（5年ぶり29回目）     | 8 - 6      | 東海大菅生     |                                            |
| 2016年（第98回大会）  | 128  | 八王子（初出場）              | 5 - 3      | 東海大菅生     | 延長11回                                   |
| 2017年（第99回大会）  | 128  | 東海大菅生（17年ぶり3回目）   | 6 - 2      | 早稲田実       |                                            |
| 2018年（第100回大会） | 130  | 日大三（5年ぶり17回目）       | 5x - 3     | 日大鶴ヶ丘     |                                            |
| 2019年（第101回大会） | 130  | 国学院久我山（28年ぶり3回目） | 4 - 2      | 創価           |                                            |
| 2020年（独自大会）    | 121  | 東海大菅生（出場なし）        | 4x - 3     | 佼成学園       | 延長10回                                   |
| 2021年（第103回大会） | 127  | 東海大菅生（4年ぶり4回目）    | 8 - 3      | 国学院久我山   |                                            |
| 2022年（第104回大会） | 123  | 日大三（4年ぶり18回目）       | 6 - 2      | 東海大菅生     |                                            |
| 2023年（第105回大会） | 123  | 日大三（2年連続19回目）       | 3 - 1      | 日大鶴ヶ丘     |                                            |
| 2024年（第106回大会） | 124  | 早稲田実（9年ぶり30回目）     | 10x - 9    | 日大三         |                                            |
| 2025年（第107回大会） | 123  | 日大三（2年ぶり20回目）       | 8 - 4      | 東海大菅生     |                                            |

- 参加校数は日本高野連の発表に基づき連合チームを1校としてカウント

## 2020年夏季東西東京都高等学校野球大会
- 西東京大会決勝（8月7日：ダイワハウススタジアム八王子）

|            | 1 | 2 | 3 | 4 | 5 | 6 | 7 | 8 | 9 | 10 | R |
| ---------- | - | - | - | - | - | - | - | - | - | -- | - |
| 佼成学園   | 0 | 0 | 1 | 0 | 0 | 1 | 0 | 0 | 1 | 0  | 3 |
| 東海大菅生 | 0 | 0 | 1 | 0 | 0 | 0 | 0 | 1 | 1 | 1x | 4 |

1. （延長10回）
2. 試合時間：2時間34分

- 東西決戦（8月10日：ダイワハウススタジアム八王子）

|            | 1 | 2 | 3 | 4 | 5 | 6 | 7 | 8 | 9  | R |
| ---------- | - | - | - | - | - | - | - | - | -- | - |
| 帝京       | 0 | 1 | 0 | 0 | 1 | 0 | 0 | 0 | 0  | 2 |
| 東海大菅生 | 0 | 0 | 0 | 0 | 0 | 0 | 0 | 0 | 3x | 3 |

1. 試合時間：2時間11分

## テレビ・ラジオ放送
- 2019年現在J:COMと多摩ケーブルネットワーク、多摩テレビ（2017年から）がコミュニティチャンネルで八王子市民球場の試合を生中継する[注釈 3]。2009年からは当日の夜にダイジェスト番組も放送されている。2012年からはJCN、J:COM、両グループの放送送出センターを光回線網でネットワーク化し、試合映像をJCNからJ:COMへ配信が可能になる。それに伴い放送エリアが26市区町村（約214万世帯）に拡大される[5]。2017年以降は神宮球場で開催される準々決勝も生中継する[注釈 4][6]。
- 多摩ケーブルネットワークが2013年より上記の八王子市民球場の試合をネットする[7]。2022年まではエリア内及び周辺地区の有力校の試合も録画中継していた。
- TOKYO MXが、神宮球場の試合（2016年まで準々決勝以降、2017年以降は準決勝以降）[注釈 5]を生中継する。年度によっては東西合同の開会式や開幕戦を中継する場合がある。
- NHKが決勝戦を関東ブロックで生中継する[8]。2021年は東京オリンピックの中継と日程が重なったためテレビはサブチャンネルで放送する。（録画の場合あり）
- 2005年まではテレビ朝日が主に準決勝以降を中継していた。1996年以降はTOKYO MXと入れ替わる形で生中継の時間が減り最後は決勝のみ録画中継する形になっていた。その後2019年に、決勝戦を当日深夜に録画中継を行った。
- 2000年頃までは多摩テレビが一本杉野球場の試合を生中継していた。現在は放送エリア内にある地元出場校の試合を当日の夜にダイジェストで放送する[9]。
- ラジオではNHKラジオ第1で、関東ローカルとして生中継される[10]。2021年は東京オリンピックの中継と日程が重なったためFMで放送する。